# Guglielmo VII d'Assia-Kassel
Guglielmo VII d'Assia-Kassel (Kassel, 21 giugno 1651 – Parigi, 21 novembre 1670) fu langravio d'Assia-Kassel dal 1663 fino alla sua morte. Egli era il primogenito del langravio Guglielmo VI d'Assia-Kassel e di Edvige Sofia di Brandeburgo.

## Biografia
Guglielmo VII aveva solo due anni quando suo padre Guglielmo VII morì e pertanto sua madre, Edvige Sofia, ebbe il ruolo di tutrice del figlio e reggente del Langraviato sino al 1670. In questi anni, prima di ottenere le funzioni effettive di governo, Guglielmo VII viaggiò per la Francia. Giunto a Parigi, ammalatosi gravemente, morì nella capitale francese il 21 novembre 1670, all'età di 19 anni.
Promesso in matrimonio ad Amalia di Curlandia, figlia di Giacomo Kettler, Duca di Curlandia, questa sposò Carlo, fratello di Guglielmo che fu il suo successore al governo.

## Albero genealogico
|                                            |                                    |                                        | Genitori                            |  |  | Nonni |  |  | Bisnonni                |  |  | Trisnonni                   |  |
|                                            |                                    |                                        |                                     |  |  |       |  |  | Maurizio d'Assia-Kassel |  |  | Guglielmo IV d'Assia-Kassel |  |
|                                            |                                    |                                        |                                     |  |  |       |  |  | Maurizio d'Assia-Kassel |  |  | Guglielmo IV d'Assia-Kassel |  |
|                                            |                                    | Sabina di Württemberg                  |                                     |  |  |       |  |  | Maurizio d'Assia-Kassel |  |  |                             |  |
| Guglielmo V d'Assia-Kassel                 |                                    |                                        |                                     |  |  |       |  |  | Maurizio d'Assia-Kassel |  |  |                             |  |
|                                            |                                    | Agnese di Solms-Laubach                | Giovanni Giorgio di Solms-Laubach   |  |  |       |  |  |                         |  |  |                             |  |
|                                            |                                    | Agnese di Solms-Laubach                | Giovanni Giorgio di Solms-Laubach   |  |  |       |  |  |                         |  |  |                             |  |
|                                            |                                    | Agnese di Solms-Laubach                | Margherita di Schönburg-Glauchau    |  |  |       |  |  |                         |  |  |                             |  |
| Guglielmo VI d'Assia-Kassel                |                                    | Agnese di Solms-Laubach                |                                     |  |  |       |  |  |                         |  |  |                             |  |
|                                            |                                    | Filippo Luigi II di Hanau-Münzenberg   | Filippo Luigi I di Hanau-Münzenberg |  |  |       |  |  |                         |  |  |                             |  |
|                                            |                                    | Filippo Luigi II di Hanau-Münzenberg   | Filippo Luigi I di Hanau-Münzenberg |  |  |       |  |  |                         |  |  |                             |  |
|                                            |                                    | Filippo Luigi II di Hanau-Münzenberg   | Maddalena di Waldeck                |  |  |       |  |  |                         |  |  |                             |  |
| Amalia Elisabetta di Hanau-Münzenberg      |                                    | Filippo Luigi II di Hanau-Münzenberg   |                                     |  |  |       |  |  |                         |  |  |                             |  |
|                                            |                                    | Caterina Belgica di Nassau             | Guglielmo il Taciturno              |  |  |       |  |  |                         |  |  |                             |  |
|                                            |                                    | Caterina Belgica di Nassau             | Guglielmo il Taciturno              |  |  |       |  |  |                         |  |  |                             |  |
|                                            |                                    | Caterina Belgica di Nassau             | Carlotta di Borbone                 |  |  |       |  |  |                         |  |  |                             |  |
| Guglielmo VII d'Assia-Kassel               |                                    | Caterina Belgica di Nassau             |                                     |  |  |       |  |  |                         |  |  |                             |  |
|                                            | Giovanni Sigismondo di Brandeburgo | Gioacchino III Federico di Brandeburgo |                                     |  |  |       |  |  |                         |  |  |                             |  |
|                                            | Giovanni Sigismondo di Brandeburgo | Gioacchino III Federico di Brandeburgo |                                     |  |  |       |  |  |                         |  |  |                             |  |
|                                            | Giovanni Sigismondo di Brandeburgo | Caterina di Brandeburgo-Küstrin        |                                     |  |  |       |  |  |                         |  |  |                             |  |
| Giorgio Guglielmo di Brandeburgo           | Giovanni Sigismondo di Brandeburgo |                                        |                                     |  |  |       |  |  |                         |  |  |                             |  |
|                                            |                                    | Anna di Prussia                        | Alberto Federico di Prussia         |  |  |       |  |  |                         |  |  |                             |  |
|                                            |                                    | Anna di Prussia                        | Alberto Federico di Prussia         |  |  |       |  |  |                         |  |  |                             |  |
|                                            |                                    | Anna di Prussia                        | Maria Eleonora di Jülich-Kleve-Berg |  |  |       |  |  |                         |  |  |                             |  |
| Edvige Sofia di Brandeburgo                |                                    | Anna di Prussia                        |                                     |  |  |       |  |  |                         |  |  |                             |  |
|                                            |                                    | Federico IV del Palatinato             | Luigi VI del Palatinato             |  |  |       |  |  |                         |  |  |                             |  |
|                                            |                                    | Federico IV del Palatinato             | Luigi VI del Palatinato             |  |  |       |  |  |                         |  |  |                             |  |
|                                            |                                    | Federico IV del Palatinato             | Elisabetta d'Assia                  |  |  |       |  |  |                         |  |  |                             |  |
| Elisabetta Carlotta di Wittelsbach-Simmern |                                    | Federico IV del Palatinato             |                                     |  |  |       |  |  |                         |  |  |                             |  |
|                                            |                                    | Luisa Giuliana di Nassau               | Guglielmo il Taciturno              |  |  |       |  |  |                         |  |  |                             |  |
|                                            |                                    | Luisa Giuliana di Nassau               | Guglielmo il Taciturno              |  |  |       |  |  |                         |  |  |                             |  |
|                                            |                                    | Luisa Giuliana di Nassau               | Carlotta di Borbone                 |  |  |       |  |  |                         |  |  |                             |  |
|                                            |                                    | Luisa Giuliana di Nassau               |                                     |  |  |       |  |  |                         |  |  |                             |  |